# Blackburn Velos
Le Blackburn T.3 Velos (en grec : flèche) est un bombardier-torpilleur biplan construit par Blackburn Aircraft durant l'entre-deux-guerres pour la Grèce.